# سیارک ۴۱۰۸
سیارک ۴۱۰۸ (به انگلیسی: 4108 Rakos، نامگذاری:3439T-3) چهار هزار و صد و هشتمین سیارک کشف شده‌است که در ۱۶ اکتبر ۱۹۷۷ کشف شد.
قدر مطلق سیارک برابر ۱۳٫۶۰ است.